# FC Nantes
FC Nantes is een Franse voetbalclub, opgericht in 1943 en uitkomend in de Ligue 1. De club speelt zijn thuiswedstrijden in La Beaujoire-Louis Fonteneau. De club promoveerde in 1963 naar de hoogste klasse en speelde daar tot 2007. Van deze 44 seizoenen op rij eindigde de club slechts zeven keer niet in de top 10. Na mindere seizoenen met onder andere twee degradaties is Nantes vanaf het seizoen 2013/14 weer actief in de Ligue 1.

## Geschiedenis
In 1943 waren er vijf voetbalclubs in Nantes: Saint-Pierre, Stade Nantais U.C., A.C. Batignolles, A.S.O. Nantaise en Mellinet. Marcel Saupin, de voorzitter van Mellinet, dacht dat Nantes er sportief beter van zou worden als deze clubs fusioneerden. De club promoveerde in 1945 naar de Division 2 en nam het profstatuut aan. De eerste wedstrijd als profclub won de club in Parijs tegen CA Paris met 0-2. De eerste thuiswedstrijd voor 2600 toeschouwers werd met dezelfde cijfers verloren van AS Troyes. Aan het einde van het seizoen werd de club vijfde. De club bleef tot 1963 in de Division 2 en werd dan vicekampioen achter AS Saint-Étienne. De stad besloot om te investeren in de club nu ze promoveerden naar de elite. Marcel Saupin overleed op 10 juni 1963 en zou het team dat hij creëerde dus nooit op het hoogste niveau zien spelen. Beide promovendi deden het goed, terwijl Saint-Étienne de landstitel binnen rijfde, eindigde Nantes op een respectabele achtste plaats. De volgende twee seizoenen verbaasde de nieuwe club door kampioen te worden. De club bleef het goed doen en haalde in de jaren zeventig zes keer het podium, waarvan twee landstitels. In 1979 won de club voor het eerst de beker, na drie verloren finales. Europees kon de club tot dusver nog niet overtuigen maar daar kwam verandering in. Nantes stootte door tot de halve finale van de Europacup II en verloor daar uiteindelijk van Valencia CF. Ook in de jaren tachtig bleef de club het uitstekend doen met twee titels. In 1986/87 eindigde de club voor de eerste keer sinds de promotie in 1963 buiten de top tien. De seizoenen daarna slaagde de club erin weer in de top 10 te eindigen, maar een nieuwe top 5 notering volgde pas in 1992/93. Een jaar eerder had de club de naam veranderd in FC Nantes Atlantique. In 1995 werd de zevende landstitel behaald en datzelfde seizoen bereikte Nantes de kwartfinale van de UEFA Cup. Het volgende seizoen stootte de club zelfs door naar de halve finale van de Champions League en verloor daar van Juventus. De volgende jaren waren wisselvallig en in 2001 won de club voor de achtste keer de titel. Hierna ging het langzaam bergaf met de club en in 2003/04 eindigde de club voor het laatst in de top tien. Drie jaar later werd de club laatste en degradeerde na 44 jaar uit de hoogste klasse. In 2007 werd de naam opnieuw veranderd in FC Nantes. De afwezigheid werd tot één jaar beperkt. De terugkeer verliep niet zoals verhoopt en de club stond het hele seizoen net boven de degradatiezone, op het einde belandde Nantes zelfs in die zone en degradeert dus opnieuw uit de Ligue 1.

## Erelijst
| Internationaal        |    |                                                |
| Alpencup              | 1x | 1982                                           |
| Nationaal             |    |                                                |
| Division 1            | 8x | 1965, 1966, 1973, 1977, 1980, 1983, 1995, 2001 |
| Coupe de France       | 4x | 1979, 1999, 2000, 2022                         |
| Coupe de la Ligue     | 1x | 1965                                           |
| Trophée des Champions | 3x | 1965, 1999, 2001                               |

## Overzichtslijsten

### Eindklasseringen sinds 1946
- 1946 5e
Division Interrégionale
- 1947 8e
Division Interrégionale
- 1948 11e
Division Interrégionale
- 1949 9e
Division Interrégionale
- 1950 17e
Division Interrégionale
- 1951 10e
Division Interrégionale
- 1952 4e
Division Interrégionale
- 1953 6e
Division Interrégionale
- 1954 9e
Division Interrégionale
- 1955 10e
Division Interrégionale
- 1956 17e
Division Interrégionale
- 1957 13e
Division Interrégionale
- 1958 13e
Division Interrégionale
- 1959 14e
Division Interrégionale
- 1960 8e
Division Interrégionale
- 1961 11e
Division Interrégionale
- 1962 6e
Division Interrégionale
- 1963 2e
Division Interrégionale
- 1964 8e
Division Nationale
- 1965 1e
Division Nationale
- 1966 1e
Division Nationale
- 1967 2e
Division Nationale
- 1968 7e
Division Nationale
- 1969 10e
Division Nationale
- 1970 10e
Division Nationale
- 1971 3e
Division Nationale
- 1972 7e
Division Nationale
- 1973 1e
Division 1
- 1974 2e
Division 1
- 1975 5e
Division 1
- 1976 4e
Division 1
- 1977 1e
Division 1
- 1978 2e
Division 1
- 1979 2e
Division 1
- 1980 1e
Division 1
- 1981 2e
Division 1
- 1982 6e
Division 1
- 1983 1e
Division 1
- 1984 6e
Division 1
- 1985 2e
Division 1
- 1986 2e
Division 1
- 1987 12e
Division 1
- 1988 10e
Division 1
- 1989 7e
Division 1
- 1990 7e
Division 1
- 1991 15e
Division 1
- 1992 9e
Division 1
- 1993 5e
Division 1
- 1994 5e
Division 1
- 1995 1e
Division 1
- 1996 7e
Division 1
- 1997 3e
Division 1
- 1998 11e
Division 1
- 1999 7e
Division 1
- 2000 12e
Division 1
- 2001 1e
Division 1
- 2002 10e
Division 1
- 2003 9e
Ligue 1
- 2004 6e
Ligue 1
- 2005 17e
Ligue 1
- 2006 14e
Ligue 1
- 2007 20e
Ligue 1
- 2008 2e
Ligue 2
- 2009 19e
Ligue 1
- 2010 15e
Ligue 2
- 2011 13e
Ligue 2
- 2012 9e
Ligue 2
- 2013 3e
Ligue 2
- 2014 13e
Ligue 1
- 2015 14e
Ligue 1
- 2016 14e
Ligue 1
- 2017 7e
Ligue 1
- 2018 9e
Ligue 1
- 2019 12e
Ligue 1
- 2020 13e
Ligue 1
- 2021 18e
Ligue 1
- 2022 9e
Ligue 1
- 2023 16e
Ligue 1
- 2024 14e
Ligue 1
- 2025 13e
Ligue 1

- Niveau 1
- Niveau 2

### Seizoensresultaten sinds 2014/15
| Seizoen   | №  | Clubs | Divisie | Duels | Winst | Gelijk | Verlies | Doelsaldo | Punten |
| --------- | -- | ----- | ------- | ----- | ----- | ------ | ------- | --------- | ------ |
| 2014–2015 | 14 | 20    | Ligue 1 | 38    | 11    | 12     | 15      | 29–40     | 45     |
| 2015–2016 | 14 | 20    | Ligue 1 | 38    | 12    | 12     | 14      | 33–44     | 48     |
| 2016–2017 | 7  | 20    | Ligue 1 | 38    | 14    | 9      | 15      | 40–54     | 51     |
| 2017–2018 | 9  | 20    | Ligue 1 | 38    | 14    | 10     | 14      | 36–41     | 52     |
| 2018–2019 | 12 | 20    | Ligue 1 | 38    | 13    | 9      | 16      | 48–48     | 48     |
| 2019–2020 | 13 | 20    | Ligue 1 | 28    | 11    | 4      | 13      | 28–31     | 37     |
| 2020–2021 | 18 | 20    | Ligue 1 | 38    | 9     | 13     | 16      | 47-55     | 40     |
| 2021–2022 | 9  | 20    | Ligue 1 | 38    | 15    | 10     | 13      | 55-48     | 55     |
| 2022–2023 | 16 | 20    | Ligue 1 | 38    | 7     | 15     | 16      | 37-55     | 36     |
| 2023–2024 | 14 | 18    | Ligue 1 | 34    | 9     | 6      | 19      | 30-55     | 33     |
| 2024–2025 | 13 | 18    | Ligue 1 | 34    | 8     | 12     | 14      | 39-52     | 36     |

### Nantes in Europa
FC Nantes speelt sinds 1965 in diverse Europese competities. Hieronder staan de competities en in welke seizoenen de club deelnam:
- Champions League (2x)

1995/96, 2001/02
- Europa League (1x)

2022/23
- Europacup I (6x)

1965/66, 1966/67, 1973/74, 1977/78, 1980/81, 1983/84
- Europacup II (2x)

1970/71, 1979/80
- UEFA Cup (11x)

1971/72, 1974/75, 1978/79, 1981/82, 1985/86, 1986/87, 1993/94, 1994/95, 1997/98, 1999/00, 2000/01
- Intertoto Cup (3x)

1996, 2003, 2004

## Bekende (oud-)Les Canaris

### Spelers
- Loïc Amisse
- Sylvain Armand
- Stefan Babović
- Fabien Barthez
- Jean-Paul Bertrand-Demanes
- Maxime Bossis
- Nourdin Boukhari
- Jorge Burruchaga
- Éric Carrière
- Wilfried Dalmat
- Marcel Desailly
- Didier Deschamps
- Adriano Duarte
- Jocelyn Gourvennec
- Christian Karembeu
- Antoine Kombouaré
- Mickaël Landreau
- Patrice Loko
- Claude Makélélé
- Allan Michaelsen
- Henri Michel
- Viorel Moldovan
- Nicolas Ouédec
- Dimitri Payet
- Luigi Pieroni
- Emiliano Sala
- Kolbeinn Sigthorsson
- Moussa Sissoko
- Vladimir Stojković
- Jérémy Toulalan
- José Touré
- Franky Vercauteren
- Jordan Veretout
- Christian Wilhelmsson
- Mario Yepes

### Trainers
- Sérgio Conceição
- Raynald Denoueix
- Michel Der Zakarian
- Raymond Domenech
- Christian Gourcuff
- Jocelyn Gourvennec
- Vahid Halilhodžić
- Antoine Kombouaré
- Claudio Ranieri
- Jean Vincent

1 Lafont ·
2 Duverne ·
3 Cozza ·
4 Pallois ·
5 Chirivella  ·
6 Augusto ·
7 Ganago ·
8 Lepenant ·
10 Kadewere ·
11 Coco ·
17 Gbamin ·
21 Castelletto ·
22 Thomas ·
25 Mollet ·
27 Simon ·
28 Centonze ·
30 Carlgren ·
31 Mohamed ·
39 Abline ·
44 Zézé ·
50 Barbet ·
98 Amian ·
Coach: Kombouaré
· Keeperstrainer: Grondin
Angers ·
Auxerre ·
Stade Brestois ·
Le Havre ·
Lens ·
Lille · 
Olympique Lyonnais · 
Olympique de Marseille · 
 Monaco · 
Montpellier · 
Nantes · 
Nice · 
PSG · 
Stade de Reims ·
Stade Rennais · 
Saint-Étienne ·
Strasbourg ·
Toulouse